# József Ging
József Ging, nato King, talvolta italianizzato in Giuseppe Ging (Budapest, 27 novembre 1891 – Tirrenia, 22 marzo 1983), è stato un allenatore di calcio e calciatore ungherese, di ruolo centrocampista e attaccante.

## Biografia
Di origini irlandese, King nacque a Budapest nel 1891.
Al termine della prima guerra mondiale, si trasferì dapprima in Austria, dove chiuse la sua carriera da giocatore, e successivamente in Italia, dove iniziò quella da allenatore; durante la permanenza italiana fu costretto dalle autorità fasciste a mutare il suo cognome King (che mostrava le sue origini irlandesi) in Ging e il suo nome József in Giuseppe.
Dopo la seconda guerra mondiale si stabilì a Tirrenia, dove al termine della carriera si occupò della gestione di un albergo e dove morì nel 1983.

## Carriera

### Calciatore

#### Club
King si dedicò al calcio sin da giovanissimo, militando già all'età di 14 anni nella squadra del distretto di Kőbánya e nel 1907 approdò nella celebre Törekvés dove rimase 12 anni. Inizialmente schierato come terzino, svolse poi prevalentemente ruoli di centrocampista e attaccante.
Nel 1919 si trasferì a Vienna e giocò nel Wiener AC.

#### Nazionale
Entrò a far parte della nazionale di calcio dell'Ungheria nel 1915 giocando otto incontri con la maglia magiara.

### Allenatore
Nel novembre del 1920 approdò in Italia, stabilendosi inizialmente ad Udine dove allenò i bianconeri locali militanti in Prima Categoria.
Nel 1921 passò quindi al Pisa arrivando a disputare, con i toscani, la finalissima per il titolo nazionale, persa con la Pro Vercelli.
Nel 1924 allenò il Livorno e nel 1926 si accasò alla Fortitudo, nella stagione antecedente la fusione con l'Alba Roma e il Roman. Nel luglio del 1927 diventò l'allenatore (con Pietro Piselli) della neonata Roma, guidandola nelle prime 4 amichevoli della sua storia; i giocatori giallorossi vennero poi affidati, a partire dal ritiro pre-campionato di settembre, alla guida di William Garbutt.
Negli anni seguenti, guidò inoltre il Modena, nuovamente il Pisa, il Viareggio e la Fiorentina. Nel 1934 si trasferì in Abruzzo per allenare L’Aquila, all'esordio nella Serie B, ma durante il torneo tornò a Pisa venendo scambiato con il connazionale allenatore dei nerazzurri György Orth.
In seguitò allenò il Bari e la Lucchese facendo ulteriori soste a Modena, Pisa e Viareggio.

## Palmarès

### Allenatore

#### Competizioni nazionali
- Prima Divisione: 1

Viareggio: 1932-1933